# シグマトロピー転位

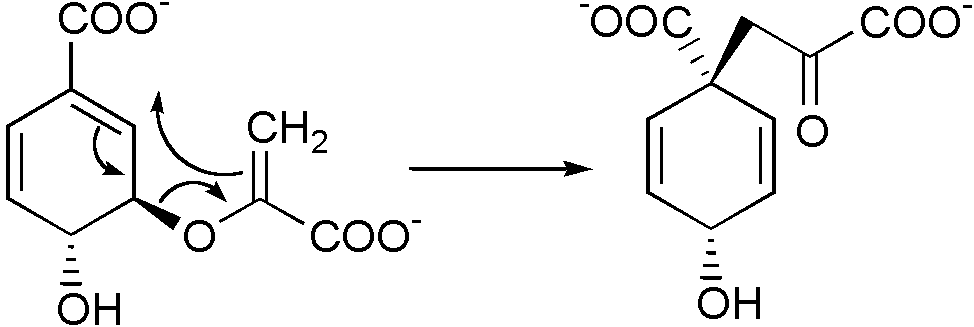
[3,3]-シグマトロピー転位の一例（クライゼン転位）

シグマトロピー転位（シグマトロピーてんい、sigmatropic rearrangement）はπ電子系に隣接する単結合が切断されると同時に、π電子系上で新しい単結合が生成する形式の転位反応である。単結合の生成と切断に伴って多重結合の移動も伴う。これらの結合の変化は反応中間体を持たない一段階の反応で、環状の遷移状態を経て起こる。すなわちペリ環状反応の一種である。

## 呼称
シグマトロピー転位は切断される結合と生成する結合の相対的な位置関係でしばしば分類される。切断される結合の両端にある原子を1とし、そこから隣接するπ電子系に沿って位置番号を数え、新たに生成する結合の両端となる原子の位置番号を決定する。そしてその2つの原子の位置番号がそれぞれm,nであるとき、転位反応は[m,n]-シグマトロピー転位と称される。例えばアリルビニルエーテルのクライゼン転位は切断される結合はアリル炭素-酸素単結合であり、それぞれ3の位置番号を持つ炭素上で新しい単結合が生成する。そのため、この反応は[3,3]-シグマトロピー転位に分類される。
また同じ[m,n]-シグマトロピー転位に属する反応であっても、基質などの違いにより別の人名反応として知られているものも多い。例えば同じ[3,3]-シグマトロピー転位であるコープ転位（基質が1,5-ヘキサジエン）とクライゼン転位（基質がアリルビニルエーテル）といった例が挙げられる。そのほか、人名反応の基質の1つの原子を別の原子に置き換えたものについては人名反応にa命名法による接頭辞をつけて表すことがある。例えばアリルビニルアミンの[3,3]-シグマトロピー転位は酸素を窒素に置き換えたものであるからaza-クライゼン転位と呼ばれる。

ビタミンD合成においてもシグマトロピック反応が重要な役割を果たしている。プレビタミンD_{3}（左）は[1,7]-シグマトロピック反応により、ビタミンD_{3}（右）に変化する。その後、ビタミンD_{3}は肝臓内においてビタミンDとなる。

## 位置選択性と立体特異性
シグマトロピー転位は位置選択性と立体特異性を持つ。例えば[1,3]-ペンタジエンにおいては5位の炭素-水素結合が切断されて1位との炭素と水素の間で新たに結合が生成する[1,5]-シグマトロピー転位が進行することが知られている。しかし、3位との炭素と水素の間に結合が生成する[1,3]-シグマトロピー転位はまったく起こらない。また[1,5]-シグマトロピー転位の水素移動は、水素はπ電子系の作る平面に対して必ず同じ側の面内で移動する。一方、[1,7]-シグマトロピー転位での水素移動では、水素はπ電子系の作る平面に対して必ず反対側の面に移動する。このような位置選択性と立体特異性はウッドワード・ホフマン則によって解明された。
ウッドワード・ホフマン則によれば転位の間、分子中の各電子の属する軌道の対称性は保存されなければならない。[1,3]-シグマトロピー転位による水素移動においては、原系の単結合の2電子とπ結合の2電子の計4電子が反応で移動している。水素がπ電子系の作る平面に対して同じ側で移動するような（スプラ面型の）環状遷移状態を考えた場合、原系のπ電子系の結合性軌道のうちエネルギーの高い方に属する電子は生成系の反結合性軌道に移行することになる。そのため、この転位は対称禁制であり起こらない（なお光反応ではこの転位は対称許容となる。しかし光反応ではラジカル的な水素移動との区別が困難である）。一方、水素がπ電子系の作る平面に対して異なる側に移動するような（アンタラ面型）環状の遷移状態は立体的な歪みが大きすぎて構築不可能である。そのため、[1,3]-シグマトロピー転位による水素移動は起こらない。[1,5]-シグマトロピー転位による水素移動では原系の単結合の2電子と2つのπ結合の4電子の計6電子が反応で移動している。同様の軌道の解析を行なうと、水素がスプラ面型で移動する場合に対称許容となり、アンタラ面型に移動する場合には対称禁制となる。[1,7]-シグマトロピー転位による水素移動（原系の単結合の2電子と3つのπ結合の6電子の計8電子が反応で移動している）では逆に水素がスプラ面型で移動する場合に対称禁制となり、アンタラ面型に移動する場合には対称許容となる。[1,n]-シグマトロピー転位による水素移動では4a電子（aは整数）が移動する場合はアンタラ面型が、4a+2電子が移動する場合にはスプラ面型が許容である。
[1,n]-シグマトロピー転位で水素以外の原子が移動する場合には、少し事情が変化する。水素原子はs軌道しか結合に使用できないが、それ以外の原子はp軌道も結合に使用できるためである。この結果、さらに移動する原子が立体保持で転位するか、あるいは立体反転で転位するかで、対称許容になるか対称禁制になるかが影響される。移動する原子が立体保持の転位では水素の転位と同じ結果となる。しかし、移動する原子が立体反転の転位では逆の結果となる。例えばカルボカチオンなどでのアルキル基の1,2-転位（単結合の2電子のみが関与）はスプラ面型かつ立体保持で進行する。水素以外の[1,3]-シグマトロピー転位はスプラ面型、立体反転で進行する。ただし、アンタラ面型の転位や立体反転型の転位はかなりまれである。
[m,n]-シグマトロピー転位では切断される単結合の両側にあるそれぞれのπ電子系にスプラ面型かアンタラ面型かの組み合わせができる。[m,n]-シグマトロピー転位では4a電子（aは整数）が移動する場合は片方がスプラ面型で、もう一方はアンタラ面型で反応する場合が対称許容である。4a+2電子が移動する場合には両方ともスプラ面型で反応するか、両方ともアンタラ面型で反応する場合が対称許容である。アンタラ面型の転位がまれなのは同様である。